# مقاطعة ستيارنز (مينيسوتا)
مقاطعة ستيارنز (بالإنجليزية: Stearns County)‏ هي إحدى مقاطعات ولاية مينيسوتا في الولايات المتحدة الأمريكية.